# NGC 3663
NGC 3663 (również PGC 35006) – galaktyka spiralna (Sbc), znajdująca się w gwiazdozbiorze Pucharu. Odkrył ją Andrew Common w 1880 roku.
W galaktyce tej zaobserwowano supernową SN 2006ax.